# Karahan Çayı
Karahan Çayı är ett vattendrag i Armenien, på gränsen till Turkiet. Det ligger i den västra delen av landet, 90 kilometer nordväst om huvudstaden Jerevan.
Trakten runt Karahan Çayı består i huvudsak av gräsmarker. Runt Karahan Çayı är det ganska tätbefolkat, med 129 invånare per kvadratkilometer.